# Katyn
Katyn (russisch Катынь, polnisch Katyń [ˈkatɨɲ]) ist ein Dorf in der Oblast Smolensk in Russland mit etwa 1700 Einwohnern. Es ist der Verwaltungssitz eines Landgemeindeverbandes (Katynskoje selskoje posselenije) mit 28 Ortschaften und insgesamt 4546 Einwohnern (Stand 2015). Der Name des Ortes wurde wegen des 1940 an rund 4400 kriegsgefangenen Polen durch das sowjetische NKWD verübten Massakers von Katyn weltweit bekannt. Dieses gehörte zu einer Reihe von Massenmorden an bis zu 25.000 Polen, deren Schauplätze auch Smolensk, Kalinin und Charkow waren. Der Ortsname Katyn steht in Polen stellvertretend für die Mordreihe.

## Lage
Das Dorf liegt 20 km westlich des Oblast- und Rajonzentrums Smolensk nahe dem nördlichen Dnepr-Ufer im Bereich der Einmündung des Nebenflusses Katynka. Der größere Teil des Ortes liegt westlich der Katynka an der Fernstraße P-120 (früher: A 141), die von Orjol über Smolensk und Rudnja zur belarussischen Grenze führt. Der kleinere Ortsteil liegt etwa drei Kilometer östlich davon bei der gleichnamigen Bahnstation an der Strecke von Moskau nach Minsk, über die auch der Ost-West-Express von Moskau nach Paris fährt.
Über den Ostteil des Gemeindegebietes erstreckt sich ein Wald, in dem sich die Gedenkstätte Katyn befindet.

## Geschichte
Für das Gebiet der Gemeinde Katyn ist eine Besiedlung seit dem Mittelalter nachweisbar, als Waräger über den Dnjepr Handel mit der Kiewer Rus und Byzanz trieben. Den Ortsnamen leiten Historiker vom altrussischen Wort кать (kat – „Halteplatz“) oder von катунъ (katun – „Lagerplatz“) ab. Es wird vermutet, dass an der Mündung der Katynka Tauschhandel betrieben wurde.
Von 1147 bis 1404 gehörte die Region zum Fürstentum Smolensk, bis sie vom Großfürstentum Litauen erobert wurde. 1514 verloren die Litauer sie an das Großfürstentum Moskau.  1618 schlossen die nach Osten vordringenden Polen das Smolensker Gebiet an ihr Königreich an, bis es 1654 endgültig russisch wurde.
Im Jahr 1897 kaufte der polnische Rechtsanwalt Aleksander Lednicki, der russischer Staatsbürger war und seit 1906 die Konstitutionell-Demokratische Partei in der Duma in Sankt Petersburg vertrat, im Dorf Katyn mehrere Häuser sowie Felder und einen Teil des Waldes im Osten der Gemeinde, darunter die „Ziegenberge“ (Kosji Gory). Er ließ auf seinem Grund am Waldrand ein Sanatorium bauen. Nach der Machtergreifung durch die Bolschewiken in der „Oktoberrevolution“ von 1917 wurde Lednicki enteignet.

### Standort der sowjetischen Geheimpolizei
Von 1918 an wurden Personen, die die sowjetische Geheimpolizei Tscheka als Gegner des neuen Regimes in den Gefängnissen von Smolensk exekutiert hatte, heimlich an den Ziegenbergen im Wald von Katyn verscharrt. 1925 übernahm die mittlerweile in OGPU umbenannte Geheimpolizei den früheren Besitz Lednickis. 1929 wurde um ein ohnehin bereits scharf bewachtes Areal von etwa einem Quadratkilometer ein Stacheldrahtzaun gezogen. In unmittelbarer Nähe der Ziegenberge wurden Datschen für die Smolensker Führung der Geheimpolizei errichtet, die seit 1934 NKWD hieß. Ein Herrenhaus am Waldrand auf dem Hochufer des Dneprs, „Dnjepr-Schlösschen“ genannt, wurde zum Schulungs- und Erholungsheim des NKWD ausgebaut. Auch das Sanatorium zwischen dem Wald und dem weiter westlich gelegenen Dorf Katyn wurde um mehrere Gebäude erweitert, es war ausschließlich Angehörigen von OGPU und NKWD vorbehalten.

### Erschießung polnischer Kriegsgefangener 1940
Hauptartikel: Massaker von Katyn
Im April und Mai 1940 wurden in unmittelbarer Nähe der Ziegenberge insgesamt rund 4400 polnische Kriegsgefangene, überwiegend Reserveoffiziere aus der Führungsschicht des Landes, von einem NKWD-Exekutionskommando erschossen und verscharrt. Die Exekutionen leitete der Kommandant des dem NKWD unterstehenden „inneren Gefängnisses“ von Smolensk, der Leutnant der Staatssicherheit Iwan Stelmach.
Nach der Einnahme von Smolensk durch die Wehrmacht im September 1941 richtete sich der Stab des zur Heeresgruppe Mitte gehörenden Nachrichtenregiments 537 im „Dnjepr-Schlösschen“ ein. Nach Hinweisen aus der Bevölkerung fanden deutsche Soldaten im Februar 1943 in dem Wald ein Massengrab mit Leichen in polnischen Offiziersuniformen, die Führung der Wehrmacht ordnete eine Exhumierung an. Der Leiter der Exhumierungsarbeiten, Professor Gerhard Buhtz, und eine vom Krakauer Gerichtsmediziner Marian Wodziński geführte Expertengruppe des Polnischen Roten Kreuzes wurden im Frühjahr 1943 im Dorf Katyn untergebracht. In dem Dorf befanden sich vorübergehend auch ein Lazarett sowie ein Offizierskasino der Organisation Todt.
Nachdem die Rote Armee die Region im September 1943 zurückerobert hatte, verhaftete der NKWD einen Teil der Einwohner von Katyn, weil sie angeblich mit den deutschen Besatzern kollaboriert hatten. Mehrere von ihnen wurden erschossen, das Exekutionskommando führte wiederum Iwan Stelmach an. Die anderen Einwohner wurden in die Tiefen der Sowjetunion, vor allem nach Sibirien, umgesiedelt, so dass die gesamte Bevölkerung des Dorfes ausgetauscht wurde. Die Umsiedlungen erfolgten aufgrund eines Erlasses des Obersten Sowjets der UdSSR vom 2. Juni 1948. Die Neusiedler mussten in Kolchosen arbeiten, die von den Behörden aber in den Nachkriegsjahren nur sehr geringe Mittel zur Verfügung gestellt bekamen, so dass sie große materielle Not litten.
Die Geheimpolizei bekam die Anweisung, Ausländer nicht ohne Genehmigung in das Dorf zu lassen. Einige der neu angesiedelten Einwohner Katyns wurden später vom KGB als mögliche Zeugen präpariert, die die deutsche Täterschaft beim Massaker von Katyn bestätigen sollten.
Die Datschen im Wald von Katyn sowie das Schulungsheim des NKWD über dem Dnepr wurden nach dem Zweiten Weltkrieg weiter ausgebaut. Auch führende Funktionäre aus Moskau kamen zur Erholung dorthin, darunter Lasar Kaganowitsch und Kliment Woroschilow, die beide 1940 den Befehl zur Ermordung der nur wenige hundert Meter entfernt verscharrten polnischen Offiziere unterzeichnet hatten, und Nikolai Schwernik. Auch Michail Gorbatschow übernachtete wiederholt in Katyn.
Erst im Herbst 1989 erhielten Angehörige der polnischen Opfer erstmals offiziell Zugang zum Wald von Katyn. 2000 wurde die gemeinsam von den Regierungen in Moskau und Warschau finanzierte Gedenkstätte Katyn für die dort ermordeten Polen und Sowjetbürger eingeweiht. Dort finden seitdem jährlich in der zweiten Aprilwoche Gedenkveranstaltungen statt.
Das „Dnjepr-Schlösschen“ wurde 2002 abgerissen.

## Wirtschaft
Wie die ganze Region ist auch die Gemeinde Katyn landwirtschaftlich geprägt. Sie ist der Sitz mehrerer Agrarbetriebe sowie lebensmittelverarbeitender Betriebe. Schwerpunkte sind die Rinderzucht sowie die Milch- und Viehfutterproduktion.
Auf dem Gebiet der Gemeinde befindet sich unmittelbar westlich des Waldabschnittes „Ziegenberge“ das einst von Lednicki gegründete und vom NKWD ausgebaute Sanatorium „Borok“, spezialisiert auf Erkrankungen der Lungen und Atemwege. Es untersteht dem Innenministerium der Russischen Föderation, nimmt aber auch zahlende Privatpatienten auf.